# 普馬瓦因山 (辛加區)
9°20′35″S 76°50′32″W / 9.34306°S 76.84222°W
普馬瓦因山（西班牙語：Puma Huain），是秘魯的山峰，位於該國中部瓦努科大區，由瓦馬利埃斯省的辛加區負責管轄，屬於安地斯山脈的一部分，海拔高度4,200米。